# .pg
.pg és el domini de primer nivell territorial (ccTLD) de Papua Nova Guinea.
Els registres es fan per sota dels noms de segon nivell .com.pg, .net.pg, .ac.pg, .gov.pg, .mil.pg, i .org.pg.
La política de resolució de conflictes és semblant a la que tenia Network Solutions abans de la instauració d'UDRP el 2000; el propietari d'una marca registrada pot fer una objecció a un registre de domini i això farà que el domini quedi en suspens tret que qui l'ha registrat també pugui demostrar drets de marca (i pagui una fiança per indemnitzar el registre), o aconsegueixi una resolució judicial a favor seu.